# Харон
Харо́н (др.-греч. Χάρων) в греческой мифологии — перевозчик душ умерших через реку Стикс (по другой версии — через Ахерон) в подземное царство мёртвых. Сын Эреба и Нюкты.

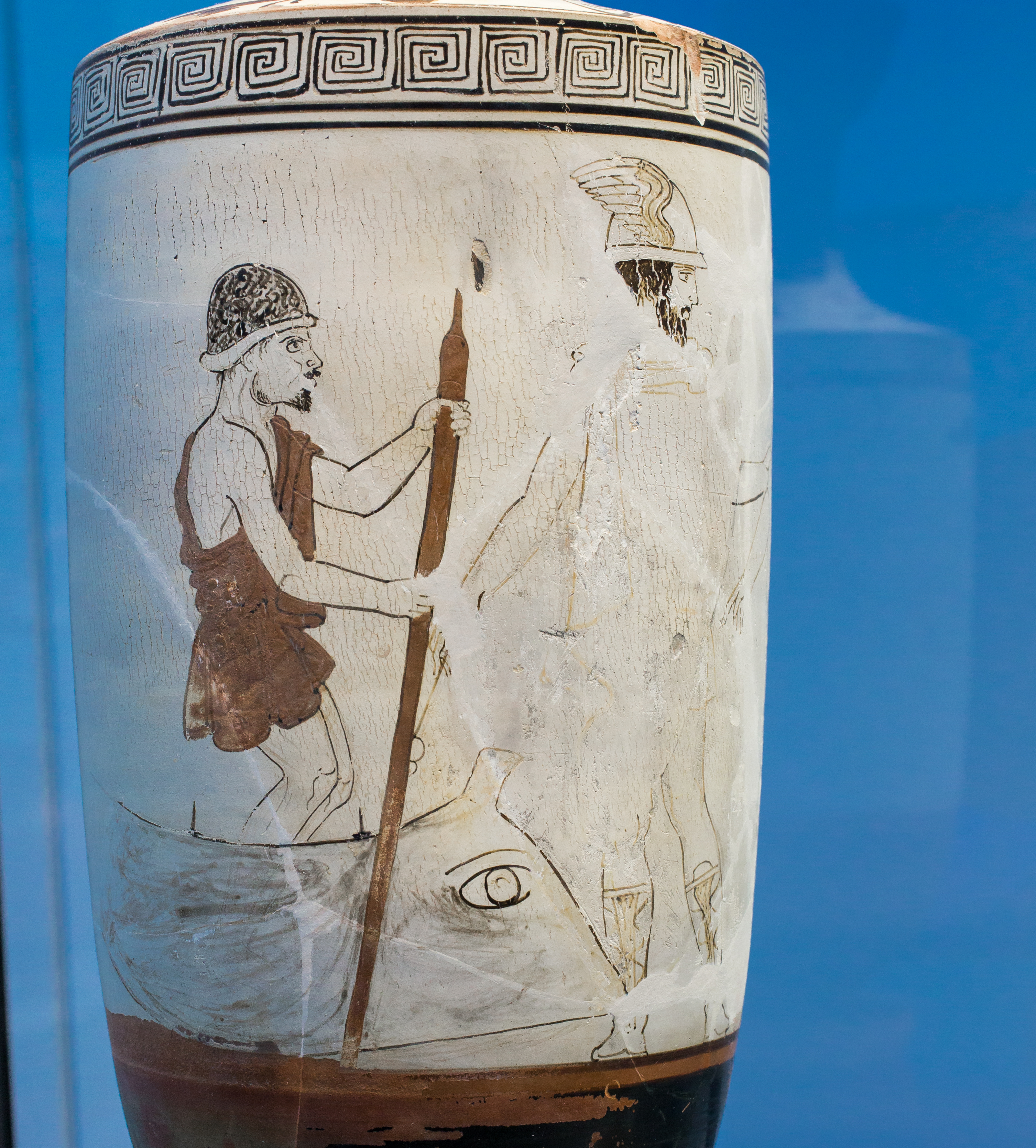
Харон, стоящий в своей лодке, принимает Гермеса, который ведет умершую женщину. 430 г. до н. э.

Изображался мрачным старцем в рубище. Харон перевозит умерших по водам подземных рек, получая за это плату (навлон) в один обол (по погребальному обряду находящийся у покойников под языком). Он перевозит души только тех умерших, чьи кости обрели покой в могиле. Только золотая ветвь, сорванная в роще Персефоны, открывает живому человеку путь в царство смерти. Ни при каких условиях обратно не перевозит.

## Этимология имени
Имя Харон часто объясняется, как образованное от χάρων (харон), поэтической формы слова χαρωπός (харопос), что может быть переведено как «обладающий острым взглядом». Также на него ссылаются, как на обладающего свирепыми, сверкающими или лихорадочными глазами, или глазами голубовато-серого цвета. Слово также может быть эвфемизмом для смерти. Мигающие глаза могут означать гнев или вспыльчивость Харона, что часто упоминается в литературе, но этимология не определена полностью. Древний историк Диодор Сицилийский считал, что лодочник и его имя пришли из Египта.

## В искусстве
Харон часто описывается в искусстве древних греков. Древние погребальные вазы из Аттики V и IV веков до нашей эры часто украшались сценами, в которых мёртвые садились в лодку Харона. На более ранних вазах выглядит, как грубый неопрятный афинянин-моряк, одетый в красно-коричневое; правой рукой он держит шест паромщика, а левой принимает плату за перевозку. Гермес иногда изображался рядом в своей роли психопомпа. На поздних вазах Харону придали более «добрые и утончённые» черты и манеру поведения.
В первом столетии до нашей эры римский поэт Вергилий описал Харона в ходе спуска Энея в подземный мир (Энеида, Книга 6), после того, как сивилла из Кумы отправила героя за золотой ветвью, которая позволит ему вернуться в мир живых:

Мрачный и грязный Харон. Клочковатой седой бородою

Все лицо обросло — лишь глаза горят неподвижно,

Плащ на плечах завязан узлом и висит безобразно.

Гонит он лодку шестом и правит сам парусами,

Мертвых на утлом челне через темный поток перевозит.

Бог уже стар, но хранит он и в старости бодрую силу.
Оригинальный текст (лат.)
Portitor has horrendus aquas et flumina servat

terribili squalore Charon, cui plurima mento

canities inculta iacet; stant lumina flamma,

sordidus ex umeris nodo dependet amictus.

Ipse ratem conto subigit, velisque ministrat,

et ferruginea subvectat corpora cymba,

iam senior, sed cruda deo viridisque senectus.

Другие римские авторы также описывают Харона, среди них — Сенека в своей трагедии Hercules Furens, где Харон описывается в строчках 762—777, как старый человек, одетый в грязное одеяние, с втянутыми щеками и неопрятной бородой, жестокий паромщик, управляющий своим судном с помощью длинного шеста. Когда паромщик останавливает Геркулеса, не давая ему прохода на тот берег, греческий герой силой доказывает своё право прохода, одолев Харона с помощью его же шеста.

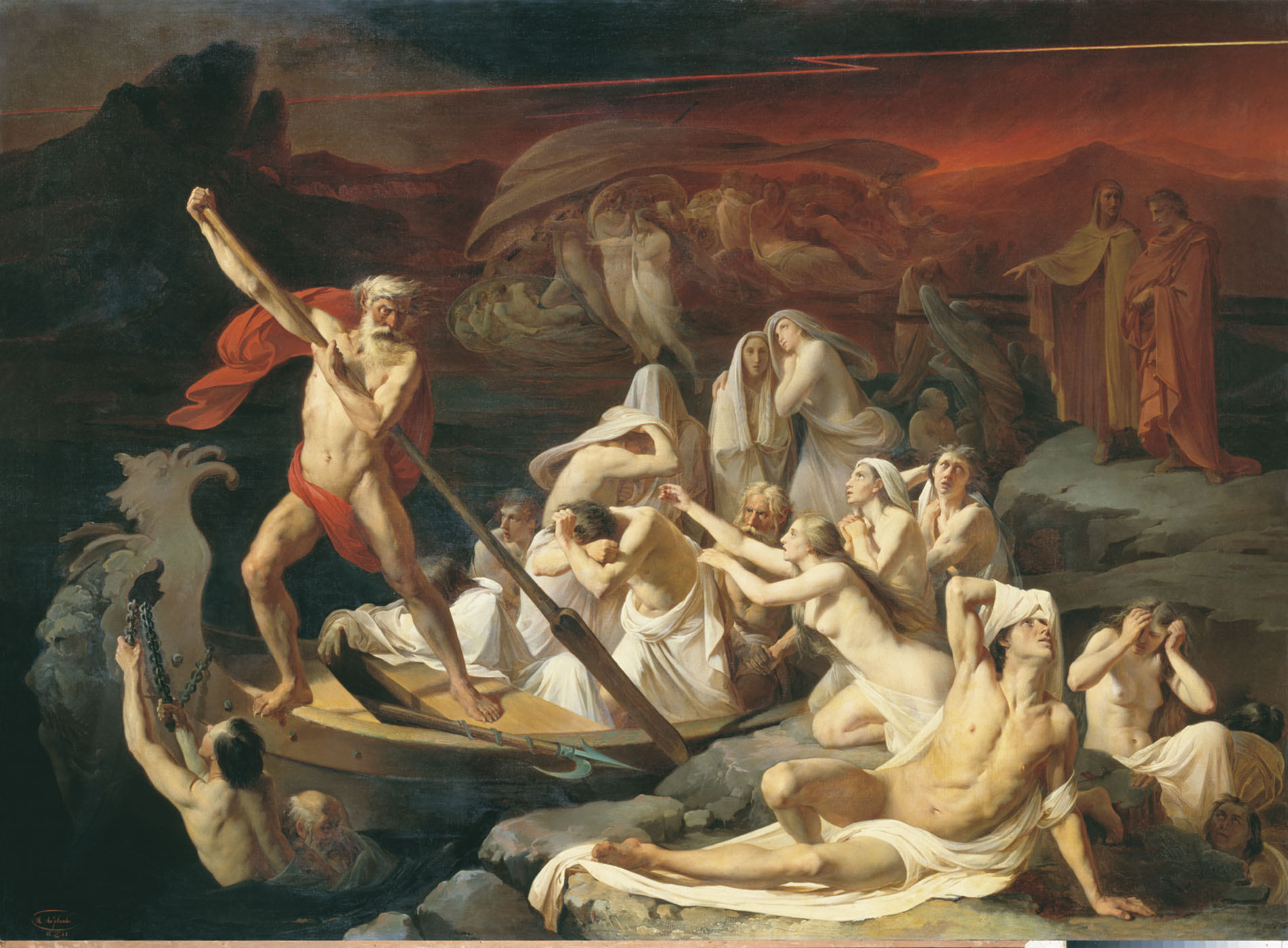
«Харон перевозит души через реку Стикс», (Литовченко А. Д., 1861)

Во втором столетии нашей эры в произведении Лукиана «Разговоры в царстве мёртвых» Харон появился, в основном в частях 4 и 10 («Гермес и Харон» и «Харон и Гермес»).
В XIV столетии Данте Алигьери описал Харона в своей знаменитой Божественной комедии, где Харон появился впервые в третьей Песне первой части комедии, Ада. Харон — первый мифический персонаж, которого персонаж Данте встречает в подземном мире. В разных местах Харон описывается, как тощий, слабый старик или как крылатый демон, носящий двойной молот, хотя на картине Микеланджело, на которую повлияло описание Харона Данте в третьей песне, он изображён с веслом, занесённым для удара, в случае, если кто отстанет («batte col remo qualunque s’adagia», Ад, песнь третья, строка 111). Ближе к нашему времени он часто изображается как живой скелет в рясе, более похожий на Жнеца.
Упоминался в поэме Продика из Фокеи «Миниада». Изображён на картине Полигнота в Дельфах, перевозчик через Ахерон. Действующее лицо комедии Аристофана «Лягушки». Как персонаж фигурирует в ряде музыкально-сценических произведений, основанных на античном мифе об Орфее, — например, в опере Стефано Ланди «Смерть Орфея», в зонг-опере Александра Журбина «Орфей и Эвридика» и в хип-хоп-опере Noize MC «Хипхопера: Орфей & Эвридика».

## Подземная география
В большинстве случаев, включая описания у Павсания и, позже, у Данте, Харон находится у реки Ахерон. Древнегреческие источники, такие, как Пиндар, Эсхил, Еврипид, Платон и Каллимах, также помещают в своих произведениях Харона на Ахероне. Римские поэты, включая Проперция, Публия и Стация, называют реку Стикс, возможно, следуя за описанием подземного мира у Вергилия в Энеиде, где он ассоциировался с обеими реками.

## В астрономии
Спутник Плутона был назван в честь Харона.
Космический корабль «Новые горизонты», пролетевший мимо Харона и Плутона в 2015 году, несёт образцы кремированных останков Клайда Томбо, обнаружившего Плутон. Корабль также несёт на себе монету ценностью в четверть доллара США — возможно, как плату паромщику за Томбо.